# Xiphosomella microdonta
Xiphosomella microdonta är en stekelart som först beskrevs av Cameron 1905.  Xiphosomella microdonta ingår i släktet Xiphosomella och familjen brokparasitsteklar. Inga underarter finns listade i Catalogue of Life.